# Jérôme Clère
Jérôme Claude Pierre Clère (* 2. August 1990) ist ein französischer Volleyballspieler.

## Karriere
Clères Eltern waren selbst Erstliga-Volleyballer, so dass er schon als kleines Kind den Sport kennenlernte. Er begann im Alter von acht Jahren bei AMSL Fréjus Volley-Ball. Später war er in Toulon und bei AS Cannes Volley-Ball aktiv, bevor er nach Fréjus zurückkehrte. Dort kam er als 17-Jähriger in die erste Mannschaft des Vereins. 2009 ging er zum Club Alès en Cévennes Volley-Ball. 2015 wechselte der Außenangreifer innerhalb Frankreichs zu Nice Volley-Ball. In der Saison 2017/18 war er bei Narbonne Volley aktiv. Danach wurde er vom deutschen Bundesliga-Aufsteiger Helios Grizzlys Giesen verpflichtet. Mit dem Verein erreichte er in der Saison 2018/19 das Viertelfinale im DVV-Pokal und wurde Zehnter in der Bundesliga. Danach wechselte er zum Ligakonkurrenten Hypo Tirol Alpenvolleys Haching.